# Anortoroselite
L'anortoroselite, precedentemente nota con il nome β-roselite (o roselite beta) è un minerale appartenente al supergruppo della kröhnkite, variante triclina della roselite. Si riviene presso Schneeberg, nella regione della Sassonia e a Bou Azzer nel Marocco meridionale.

## Abito cristallino
L'anortoroselite fa parte del gruppo della fairfieldite (arsenati e fosfati triclini aventi formula generale Ca2Y(XO4)2.2H2O dove Y può essere Co, Fe2+, Mg, Mn, Ni, Zn e X può essere sia As o P). Appartengono al gruppo la cassidyite, collinsite, fairfieldite, gaitite, messelite, parabrandite e talmessite. Questi minerali possono formare soluzioni solide.

## Forma in cui si presenta in natura
La struttura dei minerali del gruppo è determinata da catene di tetraedri (XO4) e ottaedri (Y-O4(H2O)2) aventi gli assi c paralleli.